# میز آرزوها، الاغ طلا و چماق در گونی
میز آرزوها، الاغ طلا و چماق در گونی (به آلمانی: Tischchen deck dich, Goldesel und Knüppel aus dem Sack) یک داستان فولکلور است، که توسط برادران گریم در قصه‌های برادران گریم گردآوری شده‌است. در آرنه-تامپسون این داستان از نوع ۵۶۳ است و در فهرست میز، الاغ و چوب طبقه‌بندی شده‌است.

## داستان
یک خیاط سه پسر داشت که همگی از شیر بزشان سیر می‌شدند. به پسر بزرگتر این وظیفه داده شد که به حیوان اجازه دهد در بهترین مزارع چمن چرا کند. در پایان روز، پسر از بز پرسید که آیا به اندازه کافی غذا خورده‌است و حیوان این را تأیید کرد. اما وقتی به خانه برگشتند، بز برعکس این ادعا را داشت و باعث شد خیاط ناراحت شود و پسرش را از خانه بیرون کند. این الگو با دومین پسر بزرگ و کوچک‌تر نیز تکرار می‌شود، که بز نیز به دروغ به خاطر غذا ندادن به او سرزنش می‌شود و در نتیجه از خانه بیرون رانده می‌شود. تنها زمانی که پدر برای غذا دادن به بز بیرون می‌رود و متوجه می‌شود که این موجود هنوز ادعا می‌کند که به اندازه کافی غذا نخورده‌است، متوجه می‌شود که دربارهٔ پسرانش اشتباه قضاوت کرده‌است. تیغش را می‌گیرد، بز را برهنه می‌تراشد و با شلاق او را از خانه بیرون می‌کند. خیاط در آرزوی بازگشت پسرانش در خانه اش تنها مانده‌است.
سپس داستان هر پسر را به صورت جداگانه دنبال می‌کند. اولی نزد یک مبل‌ساز رفت و این کار را آموخت. پس از خدمت استادش به نشانه قدردانی، میز جادویی به او داد. هر زمان که می‌گوید «میز، عرشه خودت کن»، میز خود را با بهترین غذا و شراب می‌سازد. پسر تصمیم می‌گیرد به خانه سفر کند و آنچه را که آموخته و به دست آورده به پدرش نشان دهد. در راه او از یک مسافرخانه محلی بازدید می‌کند، جایی که قدرت میز جادویی را به نمایش می‌گذارد. در شب، مسافر مسافرخانه میز را می‌دزدد و آن را به یک میز معمولی تغییر می‌دهد، بدون اینکه پسر متوجه شود. وقتی پسر به خانه می‌رسد و سعی می‌کند قدرت‌های میز را به پدرش نشان دهد هیچ اتفاقی نمی‌افتد، که یک بار دیگر پدرش را ناراحت می‌کند.
پسر دوم برای یک آسیابان کار می‌کند. ارباب او یک الاغ جادویی به او می‌دهد که به دستور «بریکلبریت» قادر است از دهان و پشت خود طلا تولید کند. درست مانند پسر بزرگتر، پسر دوم تصمیم می‌گیرد به خانه سفر کند و اتفاقاً از همان مسافرخانه ای که برادرش رفت بازدید می‌کند. او نیز قدرت الاغ را به صاحب مسافرخانه نشان می‌دهد که یک بار دیگر حیوان را در شب می‌دزدد و آن را با یک الاغ معمولی جایگزین می‌کند، بدون اینکه پسر از اتفاقی که افتاده آگاه باشد. وقتی پسر به خانه می‌رسد و سعی می‌کند به جای تکه‌های طلا روی پارچه، قدرت الاغ را نشان دهد، مثل یک الاغ معمولی مدفوع است که بار دیگر پدرش را ناراحت می‌کند.
پسر سوم برای یک هیزم‌تراش کار می‌کند و به او یک نوک جادویی می‌دهنددر یک کیسه هر وقت کسی ظلم می‌کند، صاحب کالسکه فقط باید بگوید: "نواز، از گونی بیرون!" و شیء شروع به کله زدن شخص خاطی می‌کند. فقط وقتی که صاحبش می‌گوید: "نوعی در گونی!" آیا آن چیز در کیف بازمی‌گردد؟ پسر نیز مانند برادرانش از همان مسافرخانه بازدید می‌کند، زیرا از نامه‌های آنها از آنچه اتفاق افتاده‌است مطلع شده‌است. به جای اینکه قدرت مالکیت خود را نشان دهد، عمداً در مورد آن مبهم می‌ماند و صاحب مسافرخانه را به اندازه کافی کنجکاو می‌کند تا شب بیرون برود و سعی کند آنچه را که در کیف است نگاه کند. پسر با پیش‌بینی این موضوع، به چاقو دستور می‌دهد تا نگهبان مسافرخانه را بکوبد تا او همه چیزهایی را که دزدیده‌است برگرداند. وقتی پسر با میز و الاغ به خانه برمی گردد به پدرش می‌گوید که چه اتفاقی افتاده‌است و قدرت اشیا را نشان می‌دهد.
داستان به عنوان یک پایان، به خواننده اطلاع می‌دهد که چه اتفاقی برای بز افتاده‌است. حیوان تراشیده شده رفت تا در سوراخ روباه پنهان شود. وقتی روباه به خانه برگشت از چشمان بز ترسیده بود. روباه از یک خرس کمک می‌خواهد، اما او نیز برای رفتن به داخل می‌ترسد. در نهایت زنبوری را با خود می‌برند که بز را نیش می‌زند و باعث می‌شود حیوان از درد فرار کند. داستان‌گو به این نتیجه می‌رسد که هیچ‌کس نمی‌داند او اکنون کجاست.